# William Löfqvist
Sven William "Wille" Löfqvist, född 12 april 1947, död 23 oktober 2016, var en svensk ishockeymålvakt. Löfqvists  karriär började i Strömsbro IF men inför säsongen 1967/68 gjorde "Wille" tillsammans med den tidigare världsmästarbacken Bertil "Masen" Karlsson det förbjudna: att lämna Strömsbro för staden Gävles storklubb, Brynäs IF.
I Brynäs gjorde Löfqvist 500 matcher. Det blev också 105 landskamper, och han var med om att ta sex SM-guld: 1970, 1971, 1972, 1976, 1977 och 1980. 1980 var han även med om att erövra brons i Olympiska spelen. 1972 fick han Guldpucken som landets bäste spelare. 26 september 2009, inför matchen Brynäs-Skellefteå, hedrades Löfqvist med att en flagga med den sexfaldiga SM-guldvinnarens porträtt, namn och nummer hängdes upp i taket i Läkerol Arena.
Efter ishockeykarriären drev Löfqvist restaurangen i Gavlerinken Arena. Han var även professionell golfspelare.

## Död och begravning

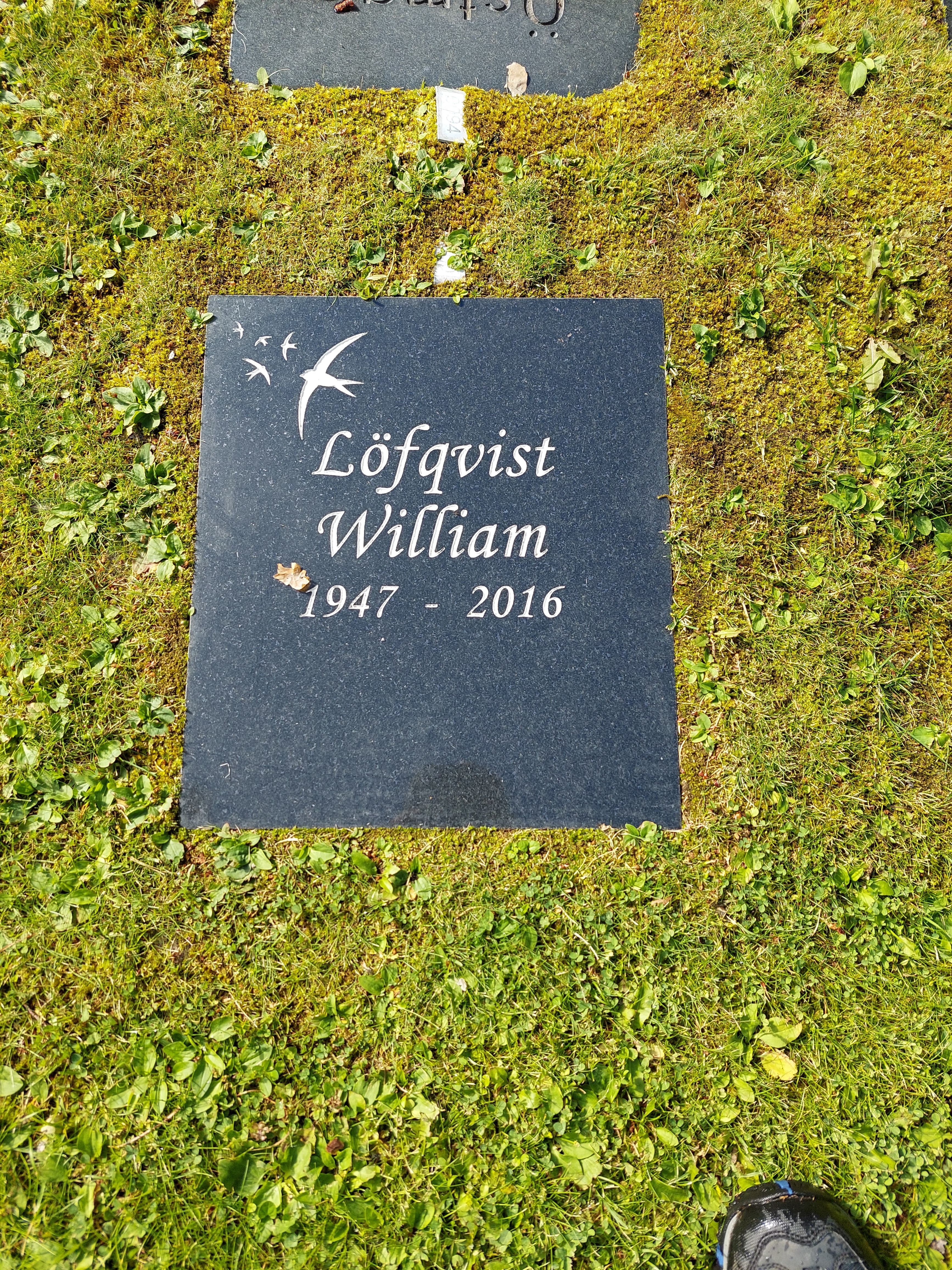
William Löfqvists grav vid Skogskyrkogården i Gävle.

William Löfqvist avled i bröstcancer och var före sin bortgång engagerad i att visa att även män kan drabbas. Han är begravd på Skogskyrkogården i Gävle.
Den 27 oktober 2016 hyllades William Löfqvist med en minnesceremoni i Gavlerinken Arena inför SHL-matchen Brynäs IF–HV71. Den 18 november samma år gravsattes han i Hille kyrka.